# Peltrül Jigme Chökyi Wangpo
| Tibetische Bezeichnung                                                |
| --------------------------------------------------------------------- |
| Tibetische Schrift: དཔལ་སྤྲུལ་ཨོ་རྒྱན་འཇིགས་མེད་ཆོས་ཀྱི་དབང་པོ                    |
| Wylie-Transliteration: dpal sprul o rgyan 'jigs med chos kyi dbang po |
| THDL-Transkription: Peltrül Orgyen Jikmé Chökyi Wangpo                |

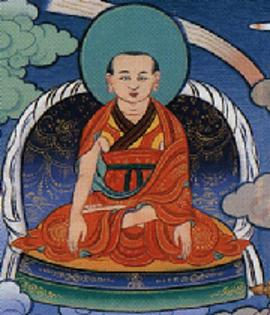
Patrul Rinpoche, tibetischer Yogi

Peltrül (Patrul) Rinpoche Jigme Chökyi Wangpo (tib.  'jigs med chos kyi dbang po; geb. 1808; gest. 1887) war ein bekannter Lehrer und Autor der Nyingma-Schule des tibetischen Buddhismus. Er wird als Emanation von Shantideva, dem Autor des Bodhicharyavatara, angesehen.

## Lebenslauf
Jigme Chökyi Wangpo wurde in Dzachuka in Osttibet im Jahre 1808 geboren. Nachdem er als Reinkarnation des Pelge Samten Phüntshog (tib.: dpal dge bsam gtan phun tshogs; ?–1807) anerkannt worden war, erhielt er den Namen 'Pelge Trülku' (tib.: dpal dge sprul sku, abgekürzt 'Peltrül', tib.: dpal sprul). Er besaß eine klare Intelligenz und große Herzensgüte. Bereits als Kind wurde Peltrül als Oberhaupt des Klosters seiner früheren Inkarnation eingesetzt. Er wurde von dem Yogi Jigme Gyelwe Nyugu (tib.: 'jigs med rgyal ba'i myu gu; 1765–1842) ausgebildet, einem Schüler des Dzogchen-Meisters Jigme Lingpa, der wiederum sein spirituelles Wissen von Longchenpa durch Visionen übertragen bekommen hatte. Longchenpa war einer der Gründer der Nyingma-Linie des tibetischen Buddhismus. Er hatte die vielen Techniken von Padmasambhava in einer Lehre zusammengefasst.
In seiner Jugend war Peltrül ein Perfektionist. Er lernte bei vielen spirituellen Meistern seiner Zeit und versuchte ihre Lehren perfekt umzusetzen. Eines Tages traf er den undogmatischen Meister Doe Kyentse, der ihn zu Boden schmiss und ihn mit den folgenden Worten beschimpfte: „Du hältst dich für einen ganz klugen Mönch. In Wirklichkeit hast du noch nichts begriffen. Du bist ein Nichts, ein alter Hund.“
Das war zu viel für den ehrgeizigen Peltrül. Vollständig geschockt, ließ er seinen ganzen Perfektionismus los. Er nahm die Aussage des Meisters ernst, visualisierte sich als alten Hund und brach spontan zur Erleuchtung durch. Danach gab er seine Klosterkarriere auf, nannte sich „Alter Hund“ und wanderte als freier Yogi durch das Land. Dort, wo er gebraucht wurde, half er kreativ mit. Er reiste als unauffälliger Meister durch das Land und gab sich nur zu erkennen, wenn es notwendig war.
Peltrül lebte längere Zeit mit einer jungen Mutter und ihren Kindern zusammen. Als er einen Vortrag in einem berühmten Kloster hielt, verdiente er viel Geld und gab es der jungen Mutter. Die junge Frau hatte jetzt für ihr ganzes Leben genug Geld.
Lange Zeit praktizierte Peltrül als Yogi in der Yamantaka-Höhle und verfasste dort sein berühmtes Buch Die Worte meines vollendeten Lehrers. Darin erklärt er in einfachen Worten den Weg des tibetischen Buddhismus, angefangen von den vorbereitenden Übungen über den Gottheiten-Yoga bis hin zur Amitabha-Meditation beim Sterben.

## Die Essenz der Lehre
"Nutze die Zeit deines Lebens. Entwickel dein inneres Glück. Erkenne die Vergänglichkeit allen äußeren Glücks. Lebe als Yogi. Mache deine spirituellen Übungen. Wirke als Bodhisattva für eine glückliche Welt. Werde ein Amitabha, ein Buddha der Liebe und des Lichts. Verwandel deine Welt in das Paradies Sukhavati, indem du die Erleuchtungsenergie in dir entfaltest.
Suche dir einen spirituellen Meister, der das Ziel der Erleuchtung kennt. Mache deine Welt zu einem Ort der Gnade, indem du alle Erscheinungen als spirituelle Übungen begreifst. Widme dein Tun dem Wohl aller Wesen. Sende allen Wesen Licht. Arbeite für das Glück aller Wesen. So lebst du in der Energie des Lichts."